# Ivan Ignatyevich Nikitchuk
Ivan Ignatyevich Nikitchuk (tiếng Nga: Иван Игнатьевич Никитчук; 21 tháng 5 năm 1944 – 4 tháng 10 năm 2023) là một kỹ sư và chính trị gia người Nga. Là thành viên của Đảng Cộng sản Liên bang Nga, ông đã phục vụ trong Duma Quốc gia từ năm 1995 đến 2003 và một lần nữa từ năm 2011 đến năm 2016.
Ông qua đời vào ngày 4 tháng 10 năm 2023, thọ 79 tuổi.

## Tiểu sử
Ông sinh ngày 21 tháng 5 năm 1944 tại làng Triskini, vùng Rivne. Năm 1951, gia đình chuyển đến vùng Odessa (làng Makarovka, quận Tsebrikovsky)
Ông tốt nghiệp trường cấp hai Ordzhonikidze với huy chương bạc, Cao đẳng khai thác mỏ Krivoy Rog, làm việc tại mỏ Yuzhnaya Cơ quan quản lý mỏ được đặt tên theo Đại hội Đảng lần thứ 20 (Krivoy Rog).
Tốt nghiệp Học viện Hàng không Kharkov (1970). Bảo vệ luận án tiến sĩ và nghiên cứu sinh của mình. Làm việc tại VNIIEF (Arzamas-16) từ năm 1969, tham gia thử nghiệm và dự đoán thời gian bảo hành của vũ khí hạt nhân.
1984–1987: Phó Bí thư Đảng ủy VNIIEF.
1987–1991: Thứ hai, Bí thư thứ nhất của Ủy ban Nhà nước CPSU Arzamas-16.
Năm 1995, ông được bầu vào Duma Quốc gia ở khu vực bầu cử ủy nhiệm duy nhất Arzamas số 118, và là thành viên của Ủy ban Chuyển đổi và Công nghệ cao.
Năm 1999, ông lại được bầu vào Duma Quốc gia.
Ông làm việc trong Ủy ban Duma Quốc gia về Công nghệ cao, về Tài sản, Quy định và Tổ chức Công tác của Duma Quốc gia, đại diện cho Duma Quốc gia trong Hội đồng Liên minh Tây Âu (AZEU), là điều phối viên của phe Đảng Cộng sản trong Duma Quốc gia, phó chủ tịch nhóm phó về quan hệ với quốc hội Ukraina, thành viên của nhóm nghị sĩ về quan hệ với nghị viện Cuba, Nam Phi, Thụy Điển và Pháp. Ông là tác giả (đồng tác giả) của một số luật và nghị quyết liên bang của Duma Quốc gia, nhiều yêu cầu của quốc hội và đơn kháng cáo lên các cơ quan chức năng khác nhau.
Sau khi hoàn thành công việc tại Duma Quốc gia (2003), ông làm việc trong bộ máy của Ủy ban Trung ương Đảng Cộng sản Liên bang Nga (người đứng đầu ngành chính sách công nghiệp), cơ quan tham khảo chính của phe Đảng cộng sản. Năm 2007, ông được bầu làm phó của Hội đồng lập pháp Nizhny Novgorod. Năm 2011, ông được bầu vào Duma Quốc gia, một thành viên của Đảng Cộng sản.